# Lodrino
Lodrino (Ludrì in dialetto bresciano) è un comune italiano di 1 628 abitanti della provincia di Brescia in Lombardia, situato su un valico tra la Val Trompia e la Valle Sabbia, ma afferente alla prima. Il comune ha una frazione denominata Invico.

## Geografia fisica
Lodrino dista circa 30 km da Brescia. Dal paese si gode una bellissima visuale sulla vallata, sul monte Guglielmo e sulla sovrastante rocciosa montagna che richiama le più note catene dolomitiche: al tramonto è suggestivo vedere il monte Palo (m 1461) infuocarsi di un rosso acceso.
È un sollievo dalla calura estiva poter trascorrere alcune ore passeggiando nella Pineta (attrezzata dagli alpini con panche e tavoli per il giusto riposo) oppure camminare su un sentiero di modesta pendenza che dal paese porta al santuario di Santa Croce.
La posizione centrale di Lodrino rispetto ai laghi di Garda, Iseo ed Idro ne ha fatto località privilegiata di transito anche per i turisti italiani e stranieri.
Il territorio su cui sorge l'abitato di Lodrino è quello della valle dei torrenti Re e Lembrio. Anche il paesaggio naturale si rivela per certi versi difforme da quello a cui ci ha abituati la Valle Trompia, e da taluni è stato accostato a quello delle Dolomiti. Il paragone, per quanto possa apparire azzardato, trova una sua motivazione non solo nel panorama maestoso e scosceso che le pareti rocciose offrono, ma anche nella loro composizione mineraria e nella loro storia geologica.
Sembra infatti che questa valle laterale, orientata in direzione Ovest Est, sia geologicamente più antica rispetto al resto della Valle Trompia, e composta della stessa dolomia di cui sono costituite le più famose Dolomiti.
Il nucleo abitato principale, a differenza della maggior parte dei centri valtriumplini, non sorge sul fondovalle ma sulle pareti più soleggiate, e questo ne condiziona la struttura più decentrata e sparsa e la maggior luminosità degli spazi, che fanno di Lodrino una meta ideale per un turismo all'insegna dello svago e del relax.

## Origini del nome
In merito al nome del luogo vi sono almeno un paio di opinioni, una più recente dell'altra e dunque basata su studi che possono contare su una letteratura più vasta e approfondita. La prima fu avanzata nel 1931 da Dante Olivieri che ipotizzò una non precisata origine preromana, mentre la seconda è di Ottavio Lurati (2004) che riconduce il toponimo ad una forma latinizzata, diminutiva e con aferesi dell'antico alto tedesco (e verosimilmente del longobardo) alōd: proprietà libera da vincoli feudali' (alōd > lat. medievale alodium > *alodino > *alodrino con epentesi di /r/ > Lodrino con aferesi di /a/).
Potrebbe derivare anche da Ledrinum (comune vicentino a nome Lerino), Ledro, idro/Idro, quindi idronimo grecoide, indicante pozza paludosa, derivato da un piano argilloso di deposito del torrentello o sorgente. A Ledro c'erano le palafitte.

## Storia
Notizie storiche riguardanti il territorio dell'attuale Comune di Lodrino attestano la proprietà del Monastero benedettino di Bobbio (attuale provincia di Piacenza) sulle terre e sugli abitanti fin dall'età romano- barbarica. Successivamente, in età longobarda, si accrebbe il potere del monastero bresciano di S. Salvatore, fondato da Ansa, moglie dell'ultimo re longobardo Desiderio, e di cui fu prima badessa Asberga (o Anselperga), figlia del re e sorella di Ermengarda, prima moglie di Carlo Magno.
È verosimile quindi che in questo periodo le terre in questione passassero sotto il controllo del più vicino monastero bresciano. La prima menzione del comune risale all'estimo visconteo del 1385, chiamato "Comune de Ludrino", che lo include nella ‘Quadra di Valle Trompia’, nucleo di aggregazione sovraterritoriale che permarrà anche durante la dominazione veneziana.
In questi anni le fortune del paese sono legate a quelle della sua famiglia egemone, i Morandi (in dialetto Morandù), che aveva interessi economici nell'estrazione del ferro a Bovegno e Collio, ma anche nella sua lavorazione in loco e nel commercio con la Valle Sabbia. Di questo primato familiare restano le monumentali abitazioni, oltreché menzioni di sindaci e parroci della famiglia. Carestie, pestilenze, e soprattutto ripetute alluvioni segneranno a partire dal '600 la crisi dell'economia del paese, e determineranno un cospicuo flusso migratorio della popolazione verso la Svizzera.
Nell'ultimo secolo la tendenza si è fortunatamente invertita, e Lodrino, accanto alle tradizionali attività pastorali e artigianali, ha riscoperto anche la sua vocazione al turismo di relax e ha visto crescere il numero delle seconde case sul suo territorio.

### Il Medioevo
Nell'ambito delle operazioni di esproprio compiute dal comune di Brescia nel 1239 per l'ampliamento delle mura era stata requisita anche una consistente porzione di area agli eredi di domini Lanfranci de Lodrino, signori di Lodrino che possedevano ampie proprietà a Brescia nella zona dei Campi Bassi. Costruita la loro signoria territoriale nel cuore della valle, partendo con ogni probabilità dall'omonima località, possiamo ben ipotizzare che fosse proprio in questa loro collocazione la ragione di un dominatus che si era affermato a tal punto da consentire ai più intraprendenti dei suoi membri di acquisire proprietà in città e di giocarvi anche un ruolo politico di prestigio nella prima metà del XIII secolo. Johannes e Lanfrancus de Lodrino compaiono nell'elenco di coloro che sono chiamati nel 1219 a giurare i patti tra il comune di Brescia e di Bergamo, con i quali si sarebbe dovuto concludere l'annosa vertenza tra le due città in merito al possesso del castello di Volpino. Raymundus de Lodrino interviene nel 1254 a Mosio con altri quindici rappresentanti del comune di Brescia al seguito del podestà cittadino Bonifacio Castellani di Bologna alla sottoscrizione degli atti di divisione dei confini tra i territori di Brescia e di Mantova.
Viene nominato nello statuto del Comune di Brescia del 1429 come Lodrinum.

### Il Cinquecento
Nel 1511 viene redatto l'inventario della chiesa di S. Vigilio di Lodrino, richiesto dall'arciprete di Inzino don Pietro Malatesta, questo è considerato l'atto che precede l'imminente separazione della cappella di S. Vigilio dalla pieve matrice di S. Giorgio di Inzino; il primo rettore noto di Lodrino è don Antonio de Gerbis, citato nel 1531.
Il 26 aprile 1521 Costantino Fabri rinuncia alla chiesa rurale di S.Sebastiano di Lodrino, assegnata al chierico bresciano Durante Duranti (che sarà vescovo di Brescia dal 1551 al 1558); si tratta della più antica citazione dell'oratorio quattrocentesco eretto nella frazione di Invico, citato come chiesa di S.Rocco nel 1534.
Dal 1555 al 1564 da Lodrino viene fornito tutto il ferro utilizzato per la cupola della Loggia di Brescia.
Essendo tempi di penuria e di fame, la confraternita del SS. Sacramento di Lodrino il 21 marzo 1597 compra dei beni dagli eredi di Francesco di Selle in Previo, località lodrinese.

### Il Seicento
Il Podestà di Brescia Giovanni Da Lezze, nel 1610, descrive Cimmo, Lodrino e Marcheno, caratterizzati dalle loro fucine dove si fabbricano verzelle e chiodarie o, con quella che si chiamerebbe una diversificazione, folli per la produzione di panni.
Nel 1625 don Bernardino Macario, in visita a Lodrino al posto del vescovo, rivela come "si suonino le campane per scacciare le tempeste"
La peste arriva a Lodrino nel Giugno del 1630, avendo come portatore del contagio ser Tomaso Bonusi soldato a Brescia, morto dopo tre giorni in un suo fienile. La vicinia del paese (come molte altre comunità) ha un'idea chiara sul motivo della peste, ritenendo "sia veramente da credere che sia flagellum dei". Tra i rimedi proposti, anche per il nuovo focolaio del 1639, spicca quello richiesto dal sindaco della Comunità di Valtrompia Orazio Lorandi: applicare la segregazione dei contagiati dai sani, "esortati gli amministratori dei comuni ad usare tutta la massima diligenza possibile e deposti tutti gli umani rispetti". Quasi subito erano infatti stati stabiliti terreni e locali lontano dal paese dove ricoverare i malati, i cosiddetti "lazzaretti"; in alternativa c'era una specie di arresto domiciliare, applicato nei casi di dubbio contagio. Qualcuno aveva proposto anche il cordone sanitario, un isolamento totale dei paesi ma, come realisticamente considerarono gli abitanti di Lodrino in un'assemblea pubblica "non è possibile si per certi interessi et traffichi de molti come per il bisogno di alcuni di provvedersi de biave et altre cose necessarie". Colpisce inoltre, a dispetto dei toni apocalittici di predicatori e di una certa parte dell'opinione pubblica, lo sforzo delle autorità di mantenere un certo ordine, imponendo a dei funzionari di verificare giornalmente lo stato di salute dei concittadini così anche come di venire in soccorso di tutti, non preoccupandosi di chi avrebbe pagato queste spese, ma attingendo direttamente ai fondi pubblici.
A seguito dell'ondata di criminalità, che interessò tutta la Valtrompia nel corso del '600, a Lodrino la vicinia elegge, nel 1649, due caporali che "radunino tutti gli uomini abili alle armi e, fatta suonare la campana, battano il territorio alla ricerca di banditi, malviventi o vagabondi o altri vaganti".

### Il Settecento
Nel 1764 e nel 1775 si verificano in Valtrompia due carestie, precedute da un'epidemia di malattie contagiose nel 1761 e nel 1762.
Nel 1797, dopo l'arrivo a Brescia delle truppe napoleoniche e l'instaurazione della Repubblica bresciana a discapito del governo veneto, Giacomo Morandi da Lodrino, sindaco della Valle Trompia, si rifugia in Valle Sabbia e spinge per far maturare un'alleanza con i Valsabbini in funzione antirivoluzionaria. L'armata valtrumplina viene però sconfitta dai francesi a Carcina ed il quartier generale dei Valtrumplini si sposta a Marcheno, da dove Morandi scrive una lettera allo stato maggiore francese per chiedere una tregua. Il 12 aprile il generale francese Crouchet firma con Morandi un armistizio che durerà fino al 21 aprile. Morandi nel frattempo progetta un'azione sulla cittadina e, per non rischiare, chiede rinforzi. L'armata fedele a San Marco riconquista Gardone ma verrà nuovamente sconfitta a Brozzo. Morandi si arrende.

### L'Ottocento
Nel 1834 a Lodrino si mette in rilievo come esiste una quantità di fanciulle che abbisognano estremamente d'istruzione e disciplina secondo pur anche il voto di tutta la popolazione.
Durante l'insurrezione anti-austriaca del 1848, via Lodrino e quindi Val Sabbia, grazie al parroco e al comitato insurrezionale, saranno diversi i giovani renitenti alla leva austriaca a fuggire verso la Svizzera. Il Feldmaresciallo Radetzky, consapevole della cosa, fa divulgare un manifesto, con obbligo di lettura in chiesa, in cui si minaccia la legge marziale per quanti hanno disertato, imponendo anche una contribuzione di guerra ovvero una multa espiatoria. Tra i disertori ricercati spiccano anche i nomi di possidenti come Antonio Morandi di Lodrino.
Agostino Arici, oltre ad essere figlio del celebre poeta e professore Cesare è fino al 1848 lo stimato medico condotto a Lodrino, la terra dei suoi antenati. Partecipa agli eventi del 1848, alle Dieci giornate del 1849 nel comitato insurrezionale e proprio per questo, dopo la sconfitta degli insorti bresciani, deve fuggire in Svizzera. Al ritorno qualcosa cambia. Paura di ritorsioni? L'invito di Gaetano Baroffio, suo compagno di università, ligio funzionario austriaco? Arici si mette al servizio dell'Austria come confidente o, se si preferisce, come si diceva all'epoca, austriacante. Mantiene corrispondenze con gli esuli bresciani in Piemonte e Svizzera ma per permettere di rintracciarne i passi all'estero e, nel 1853, con le sue relazioni fa arrestare il mazziniano Ambrogio Ronchi, salito in valle a fare proseliti. Aveva visto giusto dunque il comando militare nello scegliere il medico di un paese strategico come Lodrino. Nel 1850 il comando non a caso aveva anche studiato l'istituzione di una caserma militare, proprio in questo paese via di comunicazione tra le valli Trompia e Sabbia, via scelta da chi disertava dai reparti in Tirolo per poi andare in Svizzera o per introdurre da qui opuscoli considerati sovversivi o rivoluzionari. Quanto all'Arici si sarebbe comunque impegnato validamente come medico nel colera del 1855 a Lodrino e, per fortuna sua, sarebbe morto nel 1857, chiudendo gli occhi ancora in una Brescia in cui sventolava L'Aquila austriaca.
Dal 29 Giugno 1871 al Settembre 1873 operò in paese Sant' Arcangelo Tadini, presbitero e fondatore delle Suore Operaie, canonizzato da Papa Benedetto XVI. Il Tadini fu nominato come cappellano e maestro alla scuola comunale.
Nel 1888 sorge la prima latteria sociale a Lodrino.

### Il Novecento
Tra il 1892 ed il 1922 emigrano negli Stati Uniti da Lodrino 17 persone.

### Simboli
Lo stemma e il gonfalone sono stati concessi con decreto del presidente della Repubblica del 6 aprile 1987.
È rappresentato il monastero di S. Giulia, mentre la corona d'oro ricorda che Lodrino fu feudo longobardo e le sue terre furono donate da re Desiderio al monastero di San Salvatore di Brescia.
Il gonfalone è un drappo inquartato di azzurro e di bianco.

## Monumenti e luoghi d'interesse
- Chiesa di San Vigilio Martire. Le volte sono state affrescate dal pittore veronese Giorgio Anselmi con scene della sacra scrittura.[32] La pala dell'altare maggiore San Vigilio in gloria[33], di poco successiva al 1684, è del pittore milanese Giuseppe Nuvolone. Negli altari laterali, spicca la pala seicentesca della Vergine con il Bambino e i santi Antonio abate e Carlo del pittore Pietro Ricchi
- Oratorio di San Rocco  nella frazione di Invico
- Santuario della Santa Croce del XVIII secolo, custodisce un'antica croce . Secondo la tradizione, la reliquia fu portata da un pellegrino di ritorno da Gerusalemme e posta al passo della Cucca; scomparsa fu ritrovata sul Monte Feifo, dove venne costruito il Santuario[34].
- Parco degli Alpini in località Pineta. Alla cima di una imponente scalinata, delimitata da due cannoni (obici) da 100 mm, s'erge il Monumento agli Alpini delle Valli bresciane, inaugurato nel 1969 dal gen. Romolo Ragnoli e benedetto da padre Ottorino Marcolini. Nel parco ci sono la chiesetta (2008), affrescata da don Luigi Salvetti, e la sede del Gruppo Alpini.

## Società

### Evoluzione demografica
Abitanti censiti

### Etnie e minoranze straniere
Gli stranieri residenti nel comune sono 136, ovvero l'8,12% della popolazione. Di seguito sono riportati i gruppi più consistenti:
1. Albania: 37
2. Senegal: 31
3. Marocco: 21

## Cultura

### Biblioteca
Al primo piano del palazzo comunale, c'è la "Biblioteca ccomunale maestra Angelica Plebani Bettinsoli". La biblioteca afferisce alla Rete Bibliotecaria Bresciana e Cremonese.

### Scuole
Nel polo scolastico di via Paolo VI, intitolato a "Sant'Arcangelo Tadini" hanno sede la scuola primaria e secondaria inferiore -afferenti all'Istituto Comprensivo statale di Marcheno (BS)- e la scuola dell'infanzia paritaria "Tenente I.Prandini" ; nel centro multiservizi di piazza Europa, dal 2024, è aperto il micro-nido per i bambini dai 6 ai 36 mesi.

### Banda Musicale "Santa Cecilia"
Il Corpo musicale autonomo è la più antica istituzione culturale del paese, fondata nel 1909 dall'arciprete don Zanetti che coinvolse i reduci dalla leva militare.

### Museo etnografico e casa contadina
Il museo etnografico. aperto nel 1997 nella frazione di Invico, raccoglie una poderosa collezione di utensili della civiltà montanara donati dalle famiglie del paese. L'allestimento descrive il taglio e la lavorazione della legna nei boschi, lo sfalcio dei pendi e dei pascoli,l'allevamento del bestiame, la lavorazione del latte e i mestieri del passato (calzolaio, falegname, medico, fabbro, arrotino, orologi da torre, carrettiere, la vecchia scuola, il mugnaio). Nelle adiacenze c'è l'antica "casa contadina",un edificio medioevale di recente ristrutturazione. Al suo interno, una presentazione multimediale illustra la lavorazione del latte per produrre burro e formaggio in Val Trompia. Nel sito sono esposti utensili che erano usati quotidianamente dai contadini; una sezione è dedicata alle lavorazioni invernali, filatura e tessitura della lana e della canapa.

### Cinema-Teatro "San Luigi"
Eretto nel 1949 come salone parrocchiale, oggi funziona come cinema e teatro. Il cinema San Luigi aderisce all'ACEC e è aperto da Ottobre a Aprile.

## Geografia antropica

### Frazioni

#### Invico
Invico (I mìc in dialetto bresciano) è una frazione del comune bresciano di Lodrino posta a valle del centro,  sul versante destro della valle del torrente Biogno. Per l'Olivieri il toponimo Invico rimanda a "in vicum", cioè nel borgo; per il Gnaga deriva da "imus vicus" , cioè il luogo in basso.
La località è di antica origine. L’abitato è attraversato dalla strada provinciale SP 19 Brozzo-Nozza.  Al centro sorge la chiesa di San Rocco del XVIII, costruita in luogo di una precedente di cui è ancora visibile l'elegante campanile gotico, che spicca tra le case. 
Nel vecchio edificio scolastico, dal 1997 è aperto il museo etnografico. Nel 2015 è stata ristrutturata un’antica casa contadina che accoglie un’esposizione multimediale sulla produzione del formaggio nell’alta Val Trompia.

## Infrastrutture e trasporti

### Strade
Il territorio del comune è attraversato dalla SP III che collega Val Trompia e Valle Sabbia. La strada ha origine a Brozzo, dove si dirama dalla SP 345 delle Tre Valli e termina a Nozza, ove confluisce nella SP 237 del Caffaro.

### Mobilità urbana
Il comune è servito dalla linea LN031 (Gardone Val Trompia - Lodrino - Vestone) del consorzio Trasporti Brescia Nord.

## Amministrazione
| Periodo | Periodo   | Primo cittadino  | Partito                   | Carica  | Note          |
| ------- | --------- | ---------------- | ------------------------- | ------- | ------------- |
| 1985    | 1995      | Achille Foccoli  | DC                        | Sindaco | [ 42 ] [ 43 ] |
| 1995    | 1999      | Ruggero Rizzini  | Lista civica              | Sindaco | [ 44 ]        |
| 1999    | 2009      | Bruno Bettinsoli | Lista civica              | Sindaco | [ 45 ] [ 46 ] |
| 2009    | 2019      | Iside Bettinsoli | Lista civica              | Sindaco | [ 47 ]        |
| 2019    | in carica | Bruno Bettinsoli | Lista civica: Per Lodrino | Sindaco | [ 48 ]        |

### Gemellaggi
Dal 1965 il comune è gemellato con Lodrino, ex comune svizzero ora frazione del comune di Riviera (Canton Ticino). Nel trentennale dell'avvenimento, Luglio del 1995, una delegazione svizzera fece visita a Lodrino accolta dal parroco don Sandro Gorni e dal sindaco dottor. Ruggero Rizzini.

## Sport

### Impianti sportivi
- Centro sportivo comunale "Padre Remo Prandini", dotato di campo da calcio a 11 in manto sintetico con pista d'atletica e palazzetto dello sport polivalente.
- Centro sportivo parrocchiale con campo da calcio a 7 in terra battuta e campo da tennis
- Campo di tiro a volo Valle Duppo
- Campo calcio a 5 ad Invico
- "Percorso ridente-yoga della risata" in località Pineta
- via Ferrata Caspai